# Oxira cerastioides
Oxira cerastioides là một loài bướm đêm trong họ Noctuidae.